# Coralba
Coralba è una miniserie televisiva italiana in forma di sceneggiato prodotta dalla Chiara Films Internazionali per la Rai e trasmessa in cinque puntate dall'11 gennaio al 25 gennaio 1970 sull'allora Programma Nazionale.
Il soggetto del romanzo giallo fu ideato da Biagio Proietti che ne curò anche la sceneggiatura insieme al regista Daniele D'Anza ed a Belisario Randone.
In ottica di una distribuzione internazionale, lo sceneggiato fu realizzato a colori, nonostante la Rai all'epoca trasmettesse ancora in bianco e nero.

## Trama
Il medico veneziano Marco Danon, reduce da un infortunio professionale, fonda con due soci ad Amburgo un'industria farmaceutica il cui prodotto più noto porta il nome di "Coralba". L'uomo vive tranquillo con la sua famiglia, costituita dalla moglie e dalla figlia di primo letto, quando improvvisamente il passato riaffiora e il medico viene fatto oggetto di un ricatto per un episodio riguardante il suo passato: una vicenda che coinvolgerà tutta la sua famiglia e che solo un colpo di scena finale riuscirà a risolvere felicemente...

## Cast
Il cast, oltre ai protagonisti, comprendeva attori che non comparivano in tutte le puntate.